# Hans Heinrich von Twardowski
Hans Heinrich von Twardowski (Stettino, 5 maggio 1898 – New York, 19 novembre 1958) è stato un attore tedesco.

## Biografia
Twardowski fece il suo debutto teatrale nel 1919 al Lessingtheater di Berlino. Negli anni venti, recitò in svariati teatri della città, soprattutto nelle pièces di Carl Sternheim e di Arnolt Bronnen. Nel 1920, pubblicò Der rasende Pegasus, un'antologia di piccoli saggi di taglio parodistico. In quel periodo, si avvicinò anche al cinema e apparve, nel ruolo di Alan, lo studente che verrà ucciso, in uno dei capolavori del cinema espressionista tedesco, Il gabinetto del dottor Caligari. Le parti da lui interpretate sono spesso quelle di un animo tormentato, di personaggi tragici come quello di Florian, l'assassino per amore di Genuine o il folle principe Otto in Ludwig der Zweite, König von Bayern.
Dopo l'avvento del sonoro, si trasferì negli Stati Uniti. Da immigrato, giunse a New York il 14 dicembre 1930: avrebbe in seguito preso la cittadinanza statunitense nel 1939. Prese parte a un paio di produzioni di film hollywoodiani in versione tedesca, per poi recitare in inglese, ricoprendo molte volte ruoli da aristocratico europeo. Lavorò anche, sia come attore che come regista, per il teatro: al Pasadena Playhouse di Brooklyn e, dal 1941, a Broadway. Nemico del nazionalsocialismo, a Hollywood Twardowski si vide affidare spesso parti di nazista, molte volte in uniforme come l'ufficiale di Casablanca o quello di Reinhard Heydrich in Anche i boia muoiono.
L'attore morì a New York il 19 novembre 1958 all'età di sessant'anni.

## Filmografia
La filmografia - basata su IMDb - è completa.

### Cinema
- Un affare misterioso (Unheimliche Geschichten), regia di Richard Oswald (1919)
- Gerechtigkeit, regia di Stefan Lux (1920)
- Il gabinetto del dottor Caligari (Das Cabinet des Dr. Caligari), regia di Robert Wiene (1920)
- Genuine, regia di Robert Wiene (1920)
- La notte della regina Isabella di Francia (Die Nacht der Königin Isabeau), regia di Robert Wiene (1920)
- Das Haus zum Mond, regia di Karl Heinz Martin (1921)
- Am Webstuhl der Zeit, regia di Holger-Madsen e Joe May (1921)
- Die Ratten, regia di Hanns Kobe (1921)
- Lady Hamilton, regia di Richard Oswald (1921)
- Marizza, detta la signora dei contrabbandieri (Marizza, genannt die Schmugglermadonna), regia di Friedrich Wilhelm Murnau (1922)
- Tingeltangel
- Fantasma (Phantom), regia di Friedrich Wilhelm Murnau (1922)
- Es leuchtet meine Liebe, regia di Paul L. Stein (1922)
- Von morgens bis Mitternacht, regia di Karl Heinz Martin (1922)
- Boris Godunoff (Der falsche Dimitri), regia di Hans Steinhoff (1922)
- Tabea, stehe auf!, regia di Robert Dinesen (1922)
- Lola Montez, die Tänzerin des Königs, regia di Willi Wolff (1922)
- I.N.R.I. (I.N.R.I. – Ein Film der Menschlichkeit), regia di Robert Wiene (1923)
- Der Sprung ins Leben, regia di Johannes Guter (1924)
- Die Bacchantin, regia di William Karfiol (1924)
- Die Feuertänzerin, regia di Robert Dinesen (1925)
- Herbstmanöver, regia di Wolfgang Neff (1926)
- Die lachende Grille, regia di Friedrich Zelnik (1926)
- Die Weber, regia di Frederic Zelnik (1927)
- Arme kleine Sif
- Die heilige Lüge, regia di Holger-Madsen (1927)
- Rätsel einer Nacht
- Der falsche Prinz, regia di Heinz Paul (1927)
- Die Hölle der Jungfrauen
- L'inafferrabile (Spione), regia di Fritz Lang (1928)
- Sesso incatenato (Geschlecht in Fesseln), regia di William Dieterle (1928)
- Il bacillo dell'amore (Ich küsse Ihre Hand, Madame), regia di Robert Land (1929)
- Peter der Matrose, regia di Reinhold Schünzel (1929)
- Ludwig der Zweite, König von Bayern, regia di Wilhelm Dieterle (1930)
- Der König von Paris, regia di Leo Mittler (1930)
- Die singende Stadt, regia di Carmine Gallone (1930)
- Die heilige Flamme, regia di Wilhelm Dieterle, Berthold Viertel (1931)
- Menschen hinter Gittern, regia di Pál Fejös (1931)
- Der Herzog von Reichstadt, regia di Victor Tourjansky (1931)
- L'ultimo scandalo (Scandal for Sale), regia di Russell Mack (1932)
- Ancora sei ore di vita
- Private Jones
- La principessa innamorata
- Orizzonti di fuoco (The Devil's in Love), regia di William Dieterle (1934)
- L'imperatrice Caterina (The Scarlet Empress), regia di Josef von Sternberg (1934)
- Tempesta sulle Ande
- I crociati (The Crusades), regia di Cecil B. DeMille (1935)
- Alas sobre El Chaco
- Scandalo al grand hotel
- Confessions of a Nazi Spy
- Espionage Agent
- Belve su Berlino (Hitler, Beast of Berlin), regia di Sherman Scott (1939)
- L'espresso dell'alba
- The Pied Piper
- Joan of Ozark
- Enemy Agents Meet Ellery Queen
- L'avventura impossibile (Desperate Journey), regia di Raoul Walsh (1942)
- La marina è vittoriosa (The Navy Comes Through), regia di A. Edward Sutherland (1942)
- Fuggiamo insieme
- Casablanca, regia di Michael Curtiz (1942)
- Margine d'errore (Margin for Error), regia di Otto Preminger (1943)
- Anche i boia muoiono (Hangmen Also Die), regia di Fritz Lang (1943)
- Plan for Destruction
- Il pazzo di Hitler (Hitler's Madman), regia di Douglas Sirk (1943)
- Le spie (Background to Danger), regia di Raoul Walsh (1943)
- Sacrificio supremo
- The Strange Death of Adolf Hitler
- La croce di Lorena
- Il giuramento dei forzati (Passage to Marseille), regia di Michael Curtiz
- The Hitler Gang
- Resisting Enemy Interrogation

### Televisione
- Robert Montgomery Presents - serie TV, un episodio (1952)

### Sceneggiatore
- Fantasma (Phantom), regia di Friedrich Wilhelm Murnau (1922)

### Film o documentari dove appare
- Historia del cine: Epoca muda (video documentario) (1983)